# Festival OTI de la Canción 1978
Het OTI Festival 1978 was de zevende editie van het OTI Festival, georganiseerd door de Organización de Televisión Iberoamericana. Het festival werd gepresenteerd door Raquel Argandoña & Raúl Matas, die ook al de eerste editie in 1972 presenteerden. Vanwege de instabiele politieke situatie in Nicaragua kon het winnende land van het jaar voordien het festival niet organiseren. Nicaragua zou zelfs twee jaar niet deelnemen. De organisatie werd overgedragen aan Chili dat in de hoofdstad het festival organiseerde. Bolivia, dat een jaar eerder ook al niet meedeed keerde niet terug vanwege de gespannen relatie met het gastland. Het festival was een van de eerste programma's in Chili die in kleur uitgezonden werden.
Brazilië won met het lied El amor, cosa tan rara.
| Land                                         | Artiest            | Lied                                                                                             | Plaats |
| -------------------------------------------- | ------------------ | ------------------------------------------------------------------------------------------------ | ------ |
| Brazilië                                     | Denisse de Kalaffe | El amor, cosa tan rara                                                                           | 1      |
| Verenigde Staten                             | Susy Lemán         | Ha vuelto ya                                                                                     | 2      |
| Mexico                                       | Lupita D'Alessio   | Como tú                                                                                          | 3      |
| Puerto Rico                                  | Rafael José        | Háblame                                                                                          | 4      |
| Panama                                       | Roger Bares        | Te cantaré, yo te amaré                                                                          | 5      |
| Spanje                                       | José María Purón   | Mi sitio                                                                                         | 5      |
| Chili                                        | Florcita Motuda    | Pobrecito mortal, si quieres ver menos televisión, descubrirás qué aburrido estarás por la tarde | 7      |
| Dominicaanse Republiek                       | Hilda Saldaña      | Blanca paloma                                                                                    | 8      |
| Honduras                                     | Domingo Trimarchi  | Por esas pequeñas cosas                                                                          | 8      |
| Nederlandse Antillen                         | Trio Huazteca      | Cuando un amor se muere                                                                          | 10     |
| Argentinië                                   | Carlos Bazán       | Dijeron que era un niño                                                                          | 11     |
| Peru                                         | Homero             | Mujer, mujer                                                                                     | 12     |
| Costa Rica                                   | Fernando Vargas    | Nunca hacia atrás                                                                                | 13     |
| Uruguay                                      | Horacio Paterno    | Con la guitarra, canta                                                                           | 13     |
| Venezuela                                    | Nancy Ramos        | Con la suerte a mi favor                                                                         | 15     |
| El Salvador                                  | Álvaro Torres      | Gracias                                                                                          | 16     |
| Colombia                                     | Billy Pontoni      | Joven                                                                                            | 16     |
| Paraguay                                     | Rolando Percy      | Cantando                                                                                         | 18     |
| Ecuador                                      | Gracián            | Juan, el infeliz                                                                                 | 18     |
| Gaststad: Teatro Municipal - Santiago, Chile |                    |                                                                                                  |        |

1972 · 1973 · 1974 · 1975 · 1976 · 1977 · 1978 · 1979 · 1980 · 1981 · 1982 · 1983 · 1984 · 1985 · 1986 · 1987 · 1988 · 1989 · 1990 · 1991 · 1992 · 1993 · 1994 · 1995 · 1996 · 1997 · 1998 · 2000